# Mascarenhas de Morais

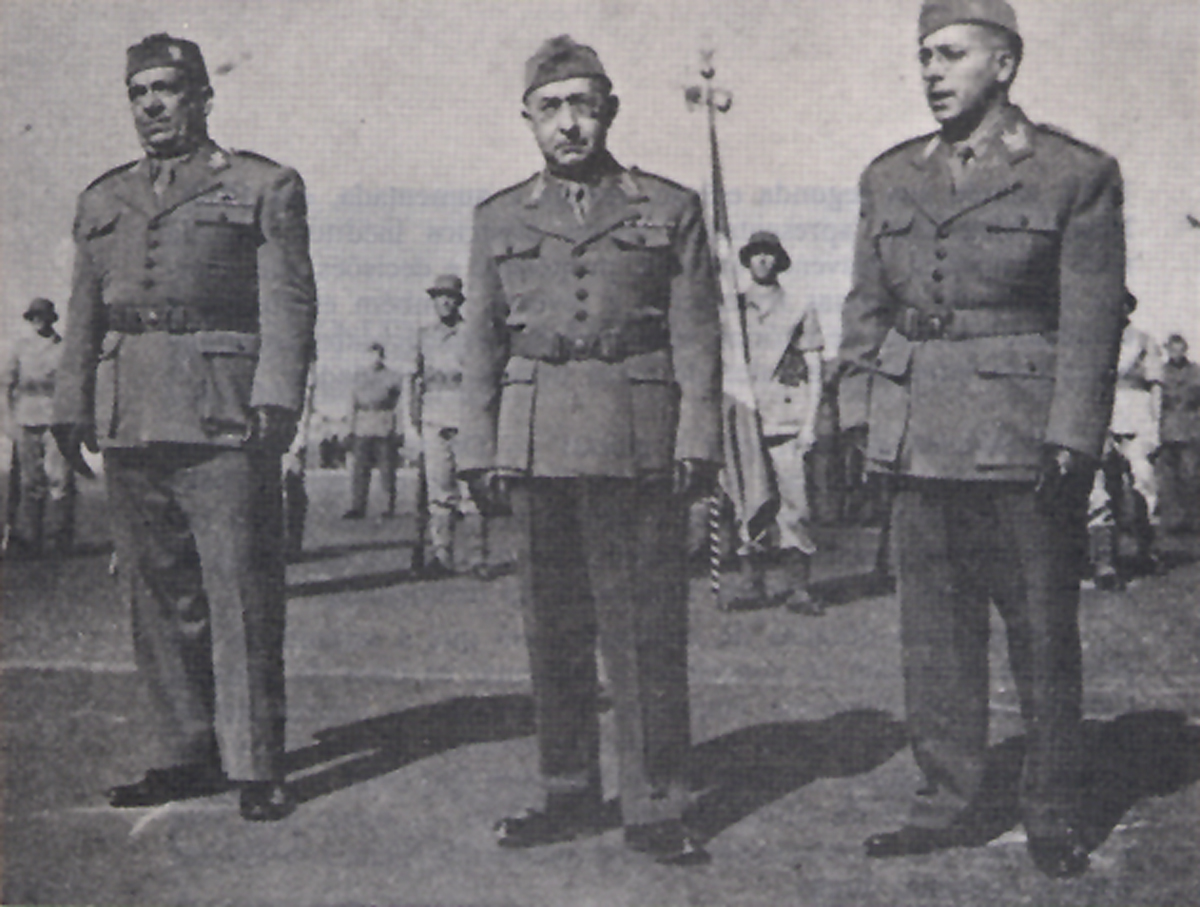
João Baptista Mascarenhas de Morais (Mitte)

Marschall João Baptista Mascarenhas de Morais (* 13. November 1883 in São Gabriel; † 17. September 1968 in Rio de Janeiro) war ein brasilianischer Armeeoffizier und Kommandeur des Brasilianischen Expeditionskorps in Europa während des Zweiten Weltkrieges.

## Leben
Mascarenhas de Morais wurde in São Gabriel, einer Gemeinde im brasilianischen Bundesstaat Rio Grande do Sul geboren. Sein Vater war Händler und Sohn eines Veteranen der Farrapen-Revolution.
Er besuchte die Militärschule Praia Vermelha in Rio de Janeiro und bewahrte eine legalistische Position in den vielen Militärrevolten der 1920er- und frühen 1930er-Jahre. Während der Revolution von 1930 hielt Mascarenhas loyal zum Präsidenten Washington Luis und wurde von den Rebellen des Getúlio Vargas verhaftet, der Präsident selbst wurde im gleichen Jahr festgenommen und ausgewiesen. Nach seiner Freilassung diente Mascarenhas weiterhin in der Armee und wurde zum zweiten Mal im Jahr 1932 verhaftet, weil zur Unterstützung eines militärischen und zivilen Aufstands gegen Vargas in São Paulo aufgerufen hatte. Nach der Niederschlagung des Aufstandes wurde Mascarenhas freigelassen und nicht weiter strafrechtlich verfolgt. 
Im Jahre 1935, während seiner Zeit als Kommandant der Militärschule Realeng, nahm Mascarenhas de Morais am Kampf gegen den kommunistischen Aufstand in Rio de Janeiro teil. Dieses Mal war er loyal zur verfassungsmäßigen Regierung von Getúlio Vargas. Im Jahr 1937 wurde er zum General befördert und war in den folgenden Jahren Kommandeur der 9. Militärregion in Recife und der 7. Militärregion in São Paulo.
Im Jahr 1943 wurde er zum Kommandeur der ersten Infanterie-Division des brasilianischen Expeditionskorps (FEB), der 1. DIE („Primeira Divisão de Infantaria Expedicionária“) ernannt. Nach der Aufstellung der 2. und 3. Divisionen wurde er Kommandeur des gesamten brasilianischen Expeditionskorps. Außerdem war er Leiter der brasilianischen Militärkommission in den USA und beobachtete 1943 in Italien die alliierten Operationen, noch vor der Ankunft der brasilianischen Expeditionskorps. 
Am 16. Juli 1944 kamen die ersten brasilianischen Truppen an und Mascarenhas de Morais befehligte die brasilianischen Streitkräfte bis zur Kapitulation der Achsenmächte in Italien, am 2. Mai 1945. Am 28. April nahmen die Brasilianer mehr als 13.000 Soldaten, darunter die gesamte 148. Infanterie-Division, Teile der 90. Panzergrenadier- und der italienischen Bersaglieri-Regimenter „Monte Rosa“, „San Marco“ und „Italia“ gefangen.
Nach dem Ende des Krieges kehrte er nach Brasilien zurück und wurde im Jahre 1946 vom brasilianischen Kongress zum Marschall ernannt und erhielt das Kommando über die 1. Militärregion in der damaligen Hauptstadt Brasiliens, Rio de Janeiro. Nach einem kurzen Ruhestand trat Mascarenhas 1951 wieder in den aktiven Dienst ein wurde Generalstabschef der brasilianischen Streitkräfte während der zweiten Vargas-Regierung (1951–1954). Nach dem Suizid des Präsidenten, im August 1954 kehrte er in den Ruhestand zurück und schrieb seine Memoiren über seine Zeit als Kommandeur des FEB. Ein Sondergesetz des Kongresses verabschiedete ihn (als weiterhin aktiv im Dienst mit allen Pflichten und Privilegien) mit dem Rang eines Feldmarschalls. Er starb 1968 in Rio de Janeiro.